# Iudelnik, Ruse
Iudelnik (în bulgară Юделник) este un sat în comuna Slivo Pole, regiunea Ruse,  Bulgaria. 

## Demografie
Componența etnică a satului Iudelnik
     Turci (73,66%)
     Bulgari (14,38%)
     Romi (11,48%)
     Nicio identificare (0,46%)
La recensământul din 2011, populația satului Iudelnik era de 862 locuitori. Din punct de vedere etnic, majoritatea locuitorilor (73,66%) erau turci, existând și minorități de bulgari (14,38%) și romi (11,48%). Pentru 0,46% din locuitori nu este cunoscută apartenența etnică.